# Benjamina Karić
Benjamina Karić (rođena Londrc; Sarajevo, 8. travnja 1991.) je bosanskohercegovačka političarka, te od travnja 2021. godine 39. gradonačelnica Sarajeva. Članica je Socijaldemokratske partije Bosne i Hercegovine (SDP BiH) od 2009. godine.

## Životopis
Karić je rođena 8. travnja 1991. godine u Sarajevu. Tijekom jednoga televizijskog razgovora izjavila je da u obitelji ima pripadnike islama, pravoslavlja i judaizma.
Diplomirala je na Pravnomu fakultetu Sveučilišta u Sarajevu 2013., a magistrirala 2014. godine. Tema magistarskoga rada bila je Pravni položaj Jevrejske zajednice u Bosni i Hercegovini od 1918. do 1945. godine. Dobitnica je priznanja Srebrena značka Sveučilišta u Sarajevu za izuzetan uspjeh tijekom dodiplomskoga i postdiplomskog studija. Godine 2015. diplomirala je na Filozofskomu fakultetu Sveučilišta u Sarajevu, Odsjeku za povijest, na temi Analiza Gajevih institucija. Godine 2018. doktorirala je na Pravnomu fakultetu Sveučilišta u Zenici na katedri za povijest države i prava. Tema doktorske disertacije bila je: Cijena (pretium) u klasičnom rimskom pravu. Najmlađa je doktorica pravnih znanosti u Bosni i Hercegovini, kao i prva poslijeratna doktorica klasičnoga rimskog prava. Autorica je pedesetak publikacija, knjiga, članaka i prijevoda s latinskoga na bošnjački jezik.
Godine 2009., s 18 godina, postala je članica SDP BiH, a 2019. godine potpredsjednica stranke. Asistentica na Pravnom fakultetu Sveučilišta u Travniku i Kiseljaku je od 2018. godine. 

## Gradonačelnica Sarajeva
Nakon općinskih izbora u BiH 2020. godine Bogić Bogićević najavio je prihvaćanje imenovanja za gradonačelnika Sarajeva koje je, kao predvoditeljica Gradskog vijeća, predložila liberalna koalicija u koju je uključen i SDP BiH. Međutim, 24. ožujka 2021. odlučio se povući iz kandidature zbog sukoba u koaliciji. To je pripremilo pozornicu za Karić, a SDP BiH je 5. travnja 2021. najavio da će ona biti kandidatkinja za gradonačelnicu.
Dana 8. travnja Karić su jednoglasno izabrali članovi Gradskog vijeća Sarajeva za 39. gradonačelnicu grada, zamijenivši Abdulaha Skaku, čime je postala druga žena na toj dužnosti (prva je bila Semiha Borovac od 2005. do 2009. godine).
Karić je u lipnju 2021. godine posjetila Banju Luku, u kojoj se susrela s gradonačelnikom Draškom Stanivukovićem. Bio je to prvi put nakon 26 godina, a od završetka rata u BiH, da su se susreli gradonačelnici i Sarajeva i Banje Luka, dvaju najvećih gradova Bosne i Hercegovine.

## Osobni život
Karić je udana i ima jedno dijete. Živi s obitelji u Sarajevu. Govori engleski i njemački jezik.